# Minna Talwik-Palmgren

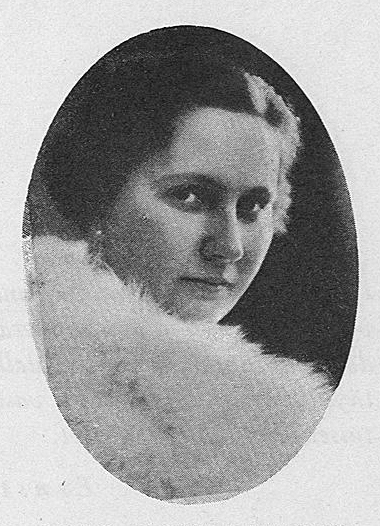
Minna Talwik-Palmgren.

Minna Talwik-Palmgren, född 28 februari 1902 i Sankt Petersburg, död 13 september 1983 i Helsingfors, var en finländsk sångerska (sopran). Hon ingick 1930 äktenskap med kompositören Selim Palmgren. 
Talwik studerade 1919–1929 sång under Rosina Tengens, Anna Hagelstams, Hermann Guras och Maikki Järnefelt-Palmgrens ledning. Hon debuterade som konsertsångerska i Helsingfors 1927 och uppträdde på olika orter i Finland, i de övriga nordiska och de baltiska länderna. Hon blev framförallt uppmärksammad för sina tolkningar av makens sångkompositioner, byggda på folkliga element eller naturupplevelser.